# Temporada de tufões no Pacífico de 1971
A temporada de tufões no Pacífico de 1971 não tem limites oficiais; durou o ano todo em 1971, mas a maioria dos ciclones tropicais tende a se formar no noroeste do Oceano Pacífico entre junho e dezembro. Essas datas delimitam convencionalmente o período de cada ano em que a maioria dos ciclones tropicais se forma no noroeste do Oceano Pacífico.
O escopo deste artigo é limitado ao Oceano Pacífico, ao norte do equador e a oeste da linha internacional de data. As tempestades que se formam a leste da linha de data e ao norte do equador são chamadas de furacões; veja a temporada de furacões de 1971 no Pacífico. As tempestades tropicais formadas em toda a bacia do Pacífico Ocidental receberam um nome do Joint Typhoon Warning Center. As depressões tropicais nesta bacia têm o sufixo "W" adicionado ao seu número. As depressões tropicais que entram ou se formam na área de responsabilidade das Filipinas recebem um nome da Administração de Serviços Atmosféricos, Geofísicos e Astronômicos das Filipinas ou PAGASA. Muitas vezes, isso pode resultar na mesma tempestade com dois nomes.

## Resumo da temporada
De acordo com o Joint Typhoon Warning Center dos Estados Unidos, a temporada de 1971 foi a mais ativa desde 1967, com um total de 35 tempestades tropicais sendo monitoradas por eles durante o ano. Além das 35 tempestades tropicais, a Agência Meteorológica do Japão considerou a Depressão Tropical 25W como uma tempestade tropical adicional, que foi classificada apenas como depressão tropical pelo JTWC.

## Sistemas

### Tempestade Tropical Severa Sarah
Durante o dia 8 de janeiro, o JMA começou a monitorar uma depressão tropical que se desenvolveu, cerca de 500 km (310 mi) a leste de Ngerulmud, Palau. No dia seguinte, o sistema desenvolveu-se gradualmente à medida que se movia para noroeste, antes de ser classificado como uma tempestade tropical e nomeado Sarah pelo JTWC, depois que um avião da Marinha dos Estados Unidos encontrou um sistema organizado. O sistema posteriormente recurvou para nordeste, antes de ser classificado como uma tempestade tropical severa pela JMA em 10 de janeiro. Durante aquele dia, o JTWC informou que o sistema havia atingido o pico, com velocidades de vento sustentadas de 1 minuto de 95 km/h (60 km/h). No dia seguinte, o sistema enfraqueceu rapidamente e se tornou um ciclone extratropical em 11 de janeiro. Os remanescentes extratropicais de Sarah foram posteriormente rastreados à medida que se moviam para o nordeste, até atingirem o Canadá e se separarem nas montanhas da Colúmbia Britânica em 17 de janeiro

### Tempestade Tropical Thelma (Bebeng)
Em 16 de março, uma depressão tropical se formou ao sul de Guam. Imediatamente entrou na Área de Responsabilidade das Filipinas, ganhando o nome local de Bebeng. Ele executou um pequeno loop a leste de Mindanao antes de viajar para o noroeste. Ele saiu da Área de Responsabilidade como uma tempestade tropical antes de fazer a transição para uma tempestade extratropical, a sudoeste de Minami-Tori-shima. A tempestade extratropical enfraqueceu e se dissipou em 21 de março, ao sul-sudeste do Japão.

### Tufão Wanda (Diding)
Em 23 de abril, a tempestade tropical Wanda começou sua vida a leste das Filipinas. Ele rastreou o arquipélago e emergiu no Mar da China Meridional no dia 25. Ele virou para o noroeste e se tornou um tufão em 1º de maio, próximo à costa do Vietnã do Sul. Os ventos de oeste trouxeram Wanda para o norte e nordeste, onde enfraqueceu até se dissipar no dia 4 perto da Ilha de Hainan.
A tempestade causou 56 mortes (com 14 desaparecido) e $ 700.000 em danos (1971 USD) das fortes inundações nas Filipinas. Enquanto Wanda roçava a costa do Vietnã, o Exército dos Estados Unidos imobilizou a maioria das aeronaves nas áreas do norte e as escaramuças relacionadas à Guerra do Vietnã diminuíram temporariamente até que a tempestade passou. Na província de Quảng Ngãi, 23 pessoas foram mortas.

### Tufão Amy
De acordo com a melhor faixa do JTWC, Amy foi notada pela primeira vez como uma depressão tropical no início de 29 de abril. Amy alcançou o status de tempestade tropical logo depois e se tornou um tufão no início de 1º de maio. O ciclone então se intensificou rapidamente em um supertufão de categoria 5 com ventos sustentados de 1 minuto de 280 km/h (170 mph) em 2 de maio, com a JMA estimando uma pressão central mínima de 890 mb (hPa; 26,28 inHg), embora o JTWC estimou uma pressão ligeiramente superior de 895 mbar (hPa; 26,43 inHg), observando um olho compacto de 10 milhas náuticas de diâmetro. Embora Amy tenha enfraquecido para um supertufão de categoria 4 em 3 de maio, ele recuperou a intensidade de categoria 5 mais tarde naquele dia, com ventos sustentados de 1 minuto de 260 km/h (160 mph) e uma pressão central de 900 mb (hPa; 26,58 inHg). A tempestade começou a enfraquecer em 4 de maio e foi observada pela última vez como produzindo ventos com força de tempestade tropical em 7 de maio, após o que Amy foi absorvida por um sistema frontal. Amy foi um dos tufões mais fortes registrados em maio.
Em Truk Atoll, agora conhecido como Chuuk Atoll, uma pessoa foi morta depois que um coqueiro caiu sobre ela. Em 18 de maio, os Estados Federados da Micronésia foram declarados área de desastre pela Agência Federal de Gerenciamento de Emergências. A estação meteorológica e mais de 2.250 casas foram destruídas em Namonuito Atoll.

### Tufão Dinah (Herming)
Nas Filipinas, 13 pessoas foram mortas e outras 14 foram dadas como desaparecidas. O dano total no país atingiu ₱ 4 milhão.

### Tufão Gilda (Mameng)
Uma pessoa foi morta e os danos chegaram a ₱ 8 milhões nas Filipinas.

### Tufão Harriet (Neneng)
Nas Filipinas, Harriet foi responsável por uma fatalidade.
Atingindo perto da zona desmilitarizada entre o Vietnã do Norte e do Sul como um poderoso tufão, Harriet causou interrupções significativas na Guerra do Vietnã. As operações militares de ambos os lados foram temporariamente interrompidas, com todos os helicópteros dos Estados Unidos aterrados. O movimento do solo também foi severamente limitado. Apesar da intensidade da tempestade, os danos foram relativamente leves, com Camp Eagle relatando alguns telhados explodidos de 120 km/h (75 mph) ventos. Em Đà Nẵng, entre 200 to 250 mm (8 to 10 in) de chuva caiu e fortes ventos cortaram a energia da área. Uma precipitação máxima de 24 horas de 258 mm (10.16 in) foi medido em Camp Evans. Em todo o Vietnã, quatro pessoas foram mortas e quatorze outras foram dadas como desaparecidas. A província de Thừa Thiên sofreu o dano mais significativo, com 2.500 casas danificadas ou destruídas.

### Tempestade Tropical Severa Ivy
Gerou um tornado assassino de vários vórtices que atingiu a cidade de Omiya enquanto danificava muitas casas e edifícios, o tornado matou 1 e feriu 11 e foi classificado como F3.

### Tufão Lucy (Rosing)
O tufão mais forte a atingir as Filipinas naquele ano, este ciclone se moveu em direção à região das Marianas em um ritmo lento. Rajadas de vento de sudoeste atingiram as partes ocidentais de Visayas e Lução, incluindo Manila, quando o ciclone passou no dia 21. Os ventos mais fortes registrados foram 190 km/h (100 kn) em Basco em Batanes. As fortes chuvas causadas pelo forte fluxo onshore levaram a fortes chuvas, que atingiram o pico de 379.5 mm (14.94 in) na cidade de Baguio dentro de 24 horas. As fortes chuvas levaram a graves inundações e deslizamentos de terra nas seções centro-norte das Filipinas.

### Tufão Nadine (Sisang)
O tufão Nadine, que se formou em 20 de julho, intensificou-se rapidamente para um pico de 175 mph (282 km/h) no dia 24. Enfraqueceu ligeiramente ao continuar seu movimento para noroeste e atingiu o leste de Taiwan no dia 25 com ventos de mais de 100 mph (200 km/h). Nadine se dissipou no dia seguinte sobre a China, após causar 28 mortes (com 25 desaparecidos) e danos graves em Taiwan devido às inundações. Nadine também causou a queda de um avião de carga da Pan American, matando todas as quatro pessoas da tripulação.

### Tufão Olive
O Tufão Olive de 137 km/h, que se desenvolveu a 29 de Julho a partir da crista equatorial próxima, atingiu o sudoeste do Japão a 4 de Agosto. Continuou para norte, e tornou-se extratropical no Mar do Japão. As fortes chuvas da Olive resultaram em numerosos deslizamentos de lama, matando 69 pessoas. Interrompeu o Jamboree Mundial do Escoteiro XIII, que se realizou no Japão.

### Tufão Rose (Uring)
Uma pequena circulação perto de Chuuk se organizou na tempestade tropical Rose em 10 de agosto. Um ciclone extremamente pequeno com um campo de vento de 150 nmi (280 km) de diâmetro, Rose rapidamente se fortaleceu e se tornou um tufão mais tarde naquele dia. Ele enfraqueceu brevemente para uma tempestade tropical no dia 11, mas se fortaleceu novamente para um tufão enquanto continuava para o oeste. Em 13 de agosto, o tufão Rose atingiu Palanan, Isabela, com ventos de 130 mph (210 km/h). Ele enfraqueceu para um tufão mínimo sobre o terreno montanhoso, mas depois de ressurgir no Mar da China Meridional, Rose intensificou-se rapidamente e atingiu um pico de 140 mph (230 km/h) ventos no dia 16. Ao se aproximar da costa de Hong Kong, o fluxo de entrada foi interrompido, mas Rose ainda atingiu 100 mph (200 km/h) tufão no dia 16. O tufão se dissipou no dia seguinte, depois de causar 130 mortes em Hong Kong e deixar 5.600 pessoas desabrigadas. Uma balsa de Macau virou, resultando na perda de sua tripulação de 88 pessoas.

### Tufão Trix
Uma baixa de nível superior contribuiu para o nascimento da tempestade tropical Trix em 20 de agosto. Depois de se deslocar para o norte, a tempestade virou para o oeste em resposta à formação da cordilheira subtropical. Trix se fortaleceu lentamente depois de se tornar um tufão no dia 21 e atingiu um pico de 115 mph (185 km/h) ventos no dia 28. Trix recuperou e atingiu o sudoeste do Japão no dia 29 com um tufão 95 mph (153 km/h). Acelerou para nordeste, tornando-se extratropical no dia 30. Apenas algumas semanas após o tufão Olive, Trix deixou cair mais chuva forte no país, em um caso até 1,100 mm (43 in) de chuva. Trix causou 44 mortes, com danos pesados às colheitas no valor de $ 50,6 milhão.

### Tufão Virginia
Um mês depois dos Tufões Trix e Olive, o Tufão Virginia subiu a costa japonesa com ventos de 80 mph (130 km/h). Tornou-se extratropical em 7 de setembro, a leste do Japão, depois de cair mais chuvas fortes, causando 56 vítimas em vários deslizamentos de terra.

### Tufão Bess (Yayang)
Super Tufão Bess, tendo atingido um pico de 160 mph (260 km/h) em 5 de julho, rastreado na direção oeste-noroeste. O tufão enfraqueceu à medida que continuou seu movimento e atingiu o leste de Taiwan no dia 22 como um 130 mph (210 km/h) tufão. Enfraqueceu rapidamente sobre o país e se dissipou no dia 10 sobre a China. O tufão causou fortes inundações, resultando em 32 mortes e danos moderados às colheitas.

### Tempestade Tropical Severa Faye-Gloria (Krising-Dadang)
Uma perturbação tropical a leste das Ilhas Marianas transformou-se na tempestade tropical Faye em 4 de outubro. Depois de atingir o pico de 75 mph (121 km/h) no dia 5, Faye tornou-se muito desorganizado e enfraqueceu para uma depressão tropical no dia 7. Nesta época, ocorreram várias circulações, pelo que é possível que Faye tenha sido absorvida por outra perturbação a sul. Independentemente disso, a tempestade se reorganizou ao se aproximar das Filipinas. Faye cruzou as ilhas no dia 10 como uma tempestade tropical mínima e novamente se tornou um tufão no Mar da China Meridional no dia 11. As correntes de direção tornaram-se fracas e um fluxo de noroeste forçou Faye para sudeste de volta às Filipinas. Faye cruzou as ilhas no dia 12 e se dissipou no dia 13, após causar chuvas torrenciais matando 13 pessoas com 80 desaparecidas.

### Tufão Hester (Goying)
Desenvolvendo-se como uma depressão tropical em 18 de outubro perto da Ilha de Palau, Hester intensificou-se gradualmente à medida que se movia para o oeste em direção às Filipinas. Nas Filipinas, Hester foi responsável por seis mortes e ₱ 5 milhões em danos. Depois de passar por Mindanao e Visayas como uma tempestade tropical entre 20 de outubro e 21, a tempestade se intensificou em um tufão antes de atingir Palawan. Uma vez sobre o Mar da China Meridional, Hester se fortaleceu ainda mais e finalmente atingiu ventos de pico de 165 km/h (105 km/h). Em 23 de outubro, a tempestade atingiu a costa perto de Huế, no Vietnã do Sul. Uma vez em terra, Hester rapidamente enfraqueceu e se dissipou em 24 de outubro sobre o Laos.
O impacto mais significativo do Tufão Hester foi sentido no Vietnã do Sul com ventos superiores a 155 km/h (96 mph) causou grandes danos a várias bases do Exército dos Estados Unidos. A base mais atingida foi em Chu Lai, onde três americanos foram mortos. Pelo menos 75 por cento das estruturas na base sofreram danos e 123 aeronaves foram danificadas ou destruídas. Reportagens de jornais indicavam que 100 Vietnamitas perderam a vida devido à tempestade, incluindo 33 após um acidente de avião perto de Quy Nhơn. Após a tempestade, o governo sul-vietnamita forneceu fundos e suprimentos de socorro às áreas mais atingidas.

### Tufão Irma (Ining)
O tufão mais forte da temporada, Irma, atingiu um pico de intensidade de 180 mph (290 km/h) em 11 de novembro. Permaneceu no mar, afetando apenas a navegação e causando danos menores às ilhas do Pacífico Ocidental. Na época, o tufão detinha o recorde de intensificação mais rápida em um período de 24 horas, passando de 980 mbar para 884 mbar, mas foi ultrapassado pelo tufão Forrest de 1983.

### Outros sistemas
Entre 7 e 8 de janeiro, o PAGASA monitorou a Depressão Tropical Auring. Além das tempestades listadas acima, a Agência Meteorológica da China também monitorou vários outros ciclones tropicais, incluindo uma tempestade tropical e duas tempestades tropicais severas.

## Efeitos da temporada
Esta é uma tabela de todas as tempestades que se formaram na Temporada de tufões no Pacífico de 1971. Inclui a sua duração, nomes, áreas afectadas, danos, e totais de morte. As mortes entre parênteses são adicionais e indirectas (um exemplo de uma morte indirecta seria um acidente de trânsito), mas ainda estavam relacionadas com essa tempestade. Os danos e mortes incluem totais enquanto a tempestade foi extratropical, uma onda, ou uma baixa, e todos os números de danos são em 1971 USD. Os nomes listados entre parênteses foram atribuídos pela PAGASA.
Predefinição:EPAC Rodapé ciclone áreas afetadas